# ALSOK静岡
ALSOK静岡株式会社（アルソックしずおか）は、常駐警備業務を主たる事業とする日本の企業。業界国内大手の一角を占めるALSOKの連盟会社。

## 概要
2010年4月、綜合警備保障株式会社の子会社として設立。営業エリアは静岡県・山梨県であり、東側でALSOK東海、西側で中京綜合警備保障と接する。
2015年7月13日、ALSOK駿河株式会社（アルソックするが）から商号変更した。

## 主な契約先
多くは綜警ビルサービス（現・ALSOKビルサービス）からの継承である。
- 富士山静岡空港、アクトシティ浜松 - 各種警備業務を受託。
- 葵タワー、住友理工、中日新聞東海本社、ヤマハ発動機 - 常駐警備業務を受託。